# Gudełki (gmina Gierwiszki)
Gudełki (lit. Gudeliai) − wieś na Litwie, zamieszkana przez 191 ludzi, w gminie rejonowej Soleczniki, 2 km na północ od Sałek Małych.